# Wiłkajcie
Wiłkajcie (deutsch Wilkatschen, 1938 bis 1945 Birkendorf (Ostpr.)) ist ein Dorf in der polnischen Woiwodschaft Ermland-Masuren und gehört zur Stadt- und Landgemeinde Gołdap (Goldap) im Kreis Gołdap.

## Geographische Lage
Wiłkajcie befindet sich im Nordosten der Woiwodschaft Ermland-Masuren in unmittelbarer Nähe der polnisch-russischen Staats- und EU-Außengrenze. Die Kreisstadt Gołdap (Goldap) liegt sechs Kilometer in südöstlicher Richtung.

## Geschichte
Wiłkajcie war vor 1945 ein weit verstreutes Dorf und ist es bis heute geblieben. Bis nach 1584 hieß der Ort Wylkass, bis nach 1596 Augstapen, nach 1596 Wilkaidtschen, nach 1740 Wilkaitschen, nach 1763 Willckatschen und bis 1938 Wilkatschen.
Zwischen 1874 und 1897 war Wilkatschen in den Amtsbezirk Schlaugen (russisch: Torfjanoje, nicht mehr existent) eingegliedert und kam dann in den Amtsbezirk Grilskehmen (polnisch: Grygieliszki), der – 1939 in „Amtsbezirk Grilsen“ umbenannt – bis 1945 bestand und zum Kreis Goldap im Regierungsbezirk Gumbinnen der preußischen Provinz Ostpreußen gehörte.
Die Einwohnerzahl Wilkatschens belief sich im Jahre 1910 auf 206. Sie verringerte sich bis 1933 auf 171 und betrug 1939 noch 154.
Am 3. Juni (amtlich bestätigt am 16. Juli) 1938 erhielt Wilkatschen im Zuge der nationalsozialistischen Umbenennungsaktion den Namen „Birkendorf (Ostpr.)“. In Kriegsfolge kam der Ort 1945 mit dem gesamten südlichen Ostpreußen zu Polen und trägt seitdem die polnische Namensform „Wiłkajcie“. Heute ist der Ort Sitz eines Schulzenamtes (polnisch: sołectwo) und eine Ortschaft im Verbund der Stadt- und Landgemeinde Gołdap im Powiat Gołdapski, bis 1998 der Woiwodschaft Suwałki, seither der Woiwodschaft Ermland-Masuren zugehörig.

## Kirche
Vor 1945 lebten in Wilkatschen resp. Birkendorf nur wenige Katholiken. Deren Pfarrkirche war die in Goldap im Bistum Ermland. Die Mehrheit der Bevölkerung war evangelisch und in das Kirchspiel der Kirchengemeinden in Goldap, zugehörig dem Kirchenkreis Goldap in der Kirchenprovinz Ostpreußen der Kirche der Altpreußischen Union, eingepfarrt.

## Verkehr
Wiłkajcie liegt sehr abgelegen im Schatten der polnisch-russischen Grenze an einer unbedeutenden Nebenstraße, die Gołdap mit Mażucie (Mautschen, 1938 bis 1945 Oberhofen) verbindet. Durch den Ort verläuft die Trasse der bis 1945 betriebenen Bahnstrecke Lyck–Insterburg, die kriegszerstört war und demontiert wurde. Eine Bahnanbindung über die Station in Gołdap ist seit 1993 auch nicht mehr gegeben.